# Kriegerdenkmal (Eschelbronn)

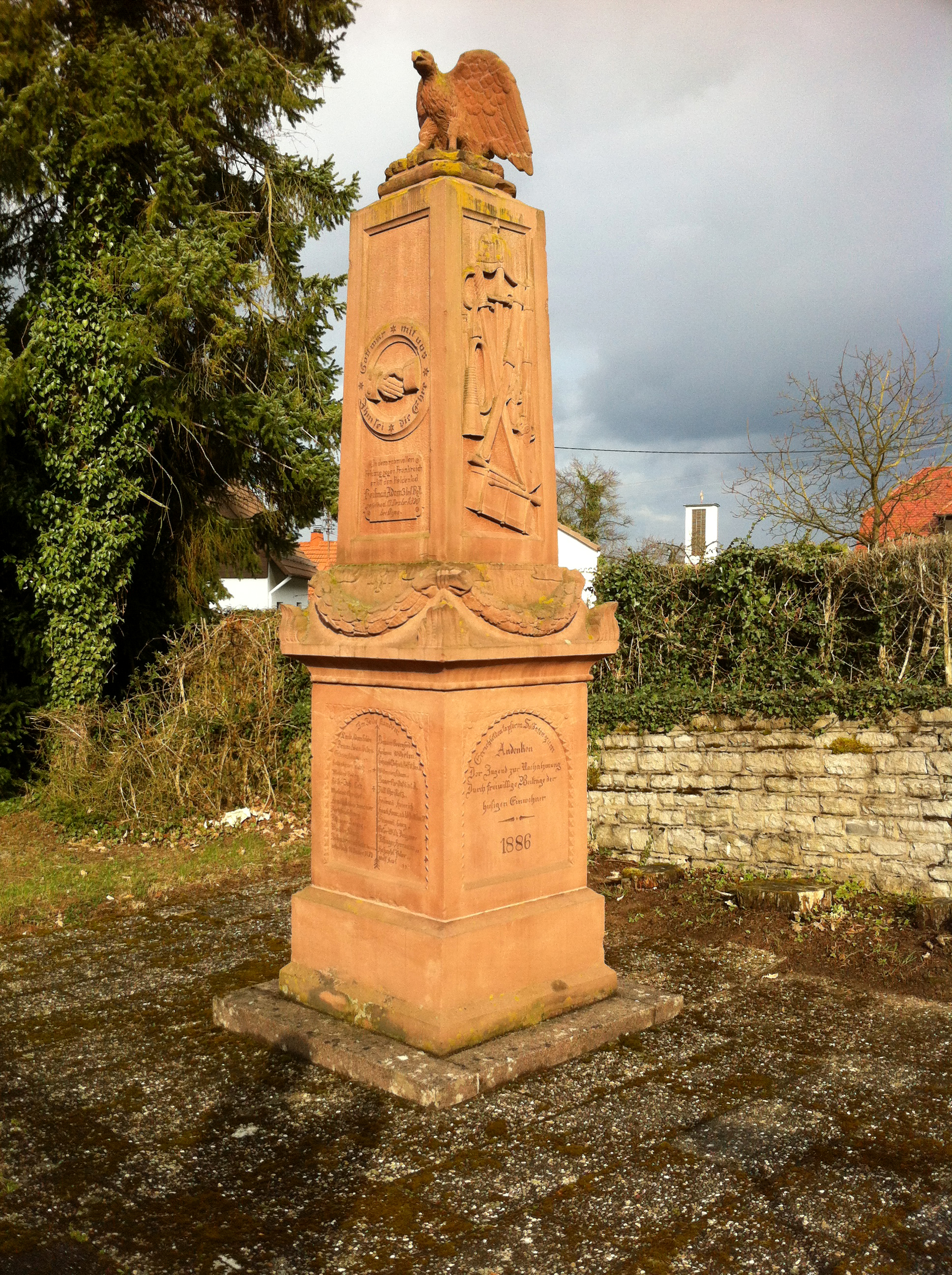
Das Kriegerdenkmal auf dem Eschelbronner Friedhof

Das Kriegerdenkmal in Eschelbronn, einer Gemeinde im Rhein-Neckar-Kreis im nördlichen Baden-Württemberg, ist ein Kriegerdenkmal zum Gedenken an den Deutsch-Französischen Krieg und dessen Teilnehmer und Opfer. Nach mehrfacher Umsetzung befindet es sich heute auf dem Eschelbronner Friedhof.

## Geschichte

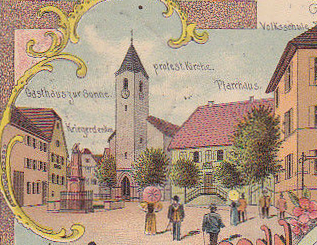
Eine Postkarte von vor 1900 zeigt das Kriegerdenkmal auf dem Marktplatz

Das Kriegerdenkmal wurde  durch Spenden und den Militärverein finanziert und bei den Bildhauern Dietz und Schmitt in Kirchardt gefertigt. Im August 1886 wurde es auf dem Marktplatz der Gemeinde aufgestellt. Am 28./29. August des gleichen Jahres wurde das Denkmal im Rahmen von zweitägigen Feierlichkeiten eingeweiht. Am 28. August gab es einen Fackelzug durch den Ort mit Musikbegleitung, am Folgetag einen Umzug und die eigentliche Enthüllung mit Festreden und unter Anwesenheit von 24 auswärtigen Militärvereinen. Der Einweihung des Denkmals schloss sich die Fahnenweihe des Militärvereins an. Das heute frei stehende Denkmal war zunächst von einem Zaun umgeben.

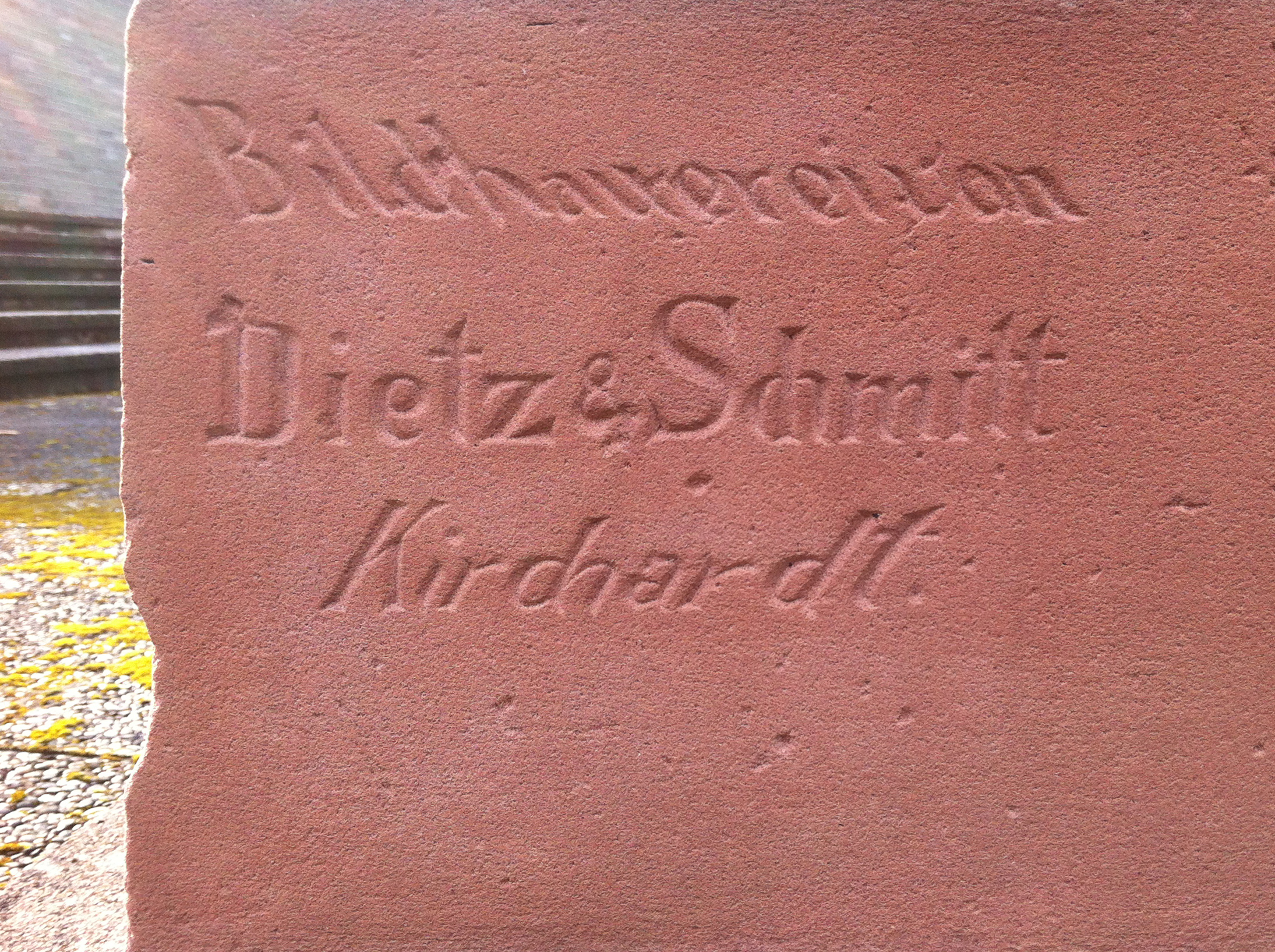
Gravur der Bildhauerei Dietz und Schmitt

Am 30. Juli 1938 wurde die Gemeinde schriftlich vom Bezirksamt Sinsheim aufgefordert, das Denkmal wegen Gefährdung für den Straßenverkehr umzusetzen. Der damalige Bürgermeister Georg Braun kam dem Antrag jedoch nicht nach. Die Gendarmerieabteilung Neckarbischofsheim kritisierte später, dass das Denkmal im Zusammenhang mit parkenden Kunden umliegender Möbelgeschäfte als Hindernis zu betrachten sei und schlug den Vorgarten links neben der evangelischen Kirche als alternativen Stellplatz vor. Die Gemeinde lehnte dies jedoch ebenfalls ab und verwies auf ein geringes Verkehrsaufkommen und ausreichend Parkraum. Als möglicher neuer Standort des Denkmals kam auch ein Grundstück am Ortsende in Richtung Neidenstein ins Gespräch, wo man den Bau eines HJ-Heims beabsichtigte. Doch Bürgermeister Braun ließ sich auch darauf nicht ein.
Im Jahr 1950 wurde die Stele nach einem Beschluss des Gemeinderats in die Bahnhofstraße 3 versetzt. Aufgrund des dort im Jahr 1963 neu errichteten Feuerwehrhauses versetzte die Gemeinde das Denkmal auf den Friedhof Eschelbronn. Dort steht es heute gegenüber der Leichenhalle und einem Mahnmal zum Gedenken an die gefallenen Soldaten des Ersten und Zweiten Weltkriegs.
In den Jahren 2006 bis 2009 wurde es im Auftrag des Eschelbronner Heimat- und Verkehrsvereins mit Spendengeldern von dem ortsansässigen Steinmetz Paul Schilling restauriert.

## Gestaltung
Das Denkmal ist fünf Meter hoch und aus rotem Sandstein gehauen. Es hat die Form einer Stele auf dessen Sockel sich ein Adler mit ausgebreiteten Flügeln befindet. Auf dem Denkmal sind die Namen der 44 Bürger aus Eschelbronn eingraviert, die an dem Krieg teilgenommen hatten; teilweise mit Angabe des Dienstgrades. Auf der Vorderseite ist der am 19. Dezember 1870 bei Dijon gefallene Adam Heilmann mit folgender Ehrung besonders hervorgehoben:

„In dem ruhmvollen Feldzug gegen Frankreich erlitt den Heldentod Heilmann Adam 3. Inf. Rgt. gefallen d. 19. Dezbr. 1870 bei Dijon.“

Darüber befinden sich zwei sich reichende Hände mit dem kreisförmig darum angeordneten Text „Gott war mit uns – Ihm sei die Ehre“. Auf der linken Seite befindet sich ein Porträt des deutschen Kaisers Wilhelm I. Auf der rechten Seite sind Waffen, Instrumente und eine Pickelhaube in den Stein gemeißelt.
Die Inschrift lautet, ergänzt durch Erläuterungen, wie folgt:
| Erläuterter Text | Erläuterter Text | Bild |
| --- | --- | ---- |
| Im Felde standen: | |      |
| Adam Laule, Feldwebel Adam Braun, Unteroffizier Adam Echner, Unteroffizier Friedrich Hettenkemer, Unteroffizier (Träger des Eisernen Kreuzes) Georg Wieland, Unteroffizier Joh. Heiser, Gefreiter (Träger des Eisernen Kreuzes) Christof Wieland, Gefreiter Adam Arnold, Kanonier Georg Dörtzbach, Kanonier Lorenz Filsinger, Kanonier Adam Winkler, Kanonier Heinrich Böhm, Grenadier, verwundet bei Nuitz am 18. Dezember 1870 | Georg Braun, Grenadier Wilhelm Heilman, Grenadier Joh. Holzapfel, verwundet bei der Belagerung von Belfort Adam Widmaier, Grenadier Christof Bauer, 6. Badisches Infanterie-Regiment Christof Doll, 3. Badisches Infanterie-Regiment Heinrich Heilmann, 3. Badisches Infanterie-Regiment Konrad Hauck, 3. Badisches Infanterie-Regiment, verwundet bei Vesoul am 5. Januar 1871 Georg Steigmann, 3. Badisches Infanterie-Regiment Wilhelm Edler, Dragoner (Träger des Eisernen Kreuzes) Hermann Filsinger, Dragoner Peter Holzapfel, Dragoner (Träger des Eisernen Kreuzes) Karl Wolf, Dragoner |      |

Auf der rechten Seite finden sich in alphabetischer Reihenfolge die Namen:
| Erläuterter Text | Erläuterter Text | Bild |
| --- | --- | ---- |
| In Garnison standen: | |      |
| Karl Fletterer (Träger des Eisernen Kreuzes) Valentin Fletterer Adam Hauck Joh. Kamauf Joh. Georg Krauth Christof Kirschstätter (Träger des Eisernen Kreuzes) Friedrich Laule Adam Lenz Mattusch Christof | Karl Stier Ludwig Stier Georg Stier Nickolaus Streib (Träger des Eisernen Kreuzes) Gg. Adam Schreck Joh. Wagner (Träger des Eisernen Kreuzes) Wilhelm Wagenblaß Konrad Winkler Wolf Georg |      |

Auf der linken Seite der Stele findet sich die Inschrift:
| Erläuterter Text | Bild |
| --- | ---- |
| Errichtet den tapferen Soldaten zum Andenken Der Jugend zur Nachahmung Durch freiwillige Beiträge der hiesigen Einwohner 1886 |      |

Auf der Rückseite ist oben auf der Stele ein Wappen abgebildet. Der nachträglich auf dem Sockel eingetragene Text benennt vier Teilnehmer am Ersten Weltkrieg:
| Erläuterter Text | Bild |
| --- | ---- |
| In Südwestafrika kämpften: Untoffizier Winkler, Gefreiter Stier, Reiter Schön In China: Hottenstein, 2. Ostasiatische Infanterie |      |